# Nelinearni sistem
U matematici i nauci, nelinearni sistem je sistem u kome promena izlaza nije proporcionalna promeni na ulazu. Nelinearni problemi su važni za inženjere, biologe, fizičare, matematičare i mnoge druge naučnike, jer je većina sistema po svojoj prirodi nelinearna. Nelinearni dinamički sistemi, koji opisuju promene promenljivih tokom vremena, mogu se činiti haotičnim, nepredvidljivim ili kontraintuitivnim, za razliku od mnogo jednostavnijih linearnih sistema.
Tipično, ponašanje nelinearnog sistema opisano je u matematici nelinearnim sistemom jednačina, koje su skup istovremenih jednačina u kojima se nepoznate (ili nepoznate funkcije u slučaju diferencijalnih jednačina) pojavljuju kao promenljive polinoma sa stepenom većim od jedan ili u argumentu funkcije koja nije polinom stepena jedan. Drugim rečima, u nelinearnom sistemu jednačina jednačine koje treba rešiti ne mogu se zapisati kao linearna kombinacija nepoznatih promenljivih ili funkcija koje se pojavljuju u njima. Sistemi se mogu definisati kao nelinearni, bez obzira da li se poznate linearne funkcije pojavljuju u jednačinama. Konkretno, diferencijalna jednačina je linearna ako je linearna u odnosu na nepoznatu funkciju i njene derivate, čak i ako je nelinearna u pogledu ostalih promenljivih koje se u njoj pojavljuju.
Kako je nelinearne dinamičke jednačine teško rešiti, nelinearni sistemi se obično aproksimiraju linearnim jednačinama (lineararizacija). To dobro funkcioniše do neke tačnosti i određenog opsega ulaznih vrednosti, mada se neki zanimljivi fenomeni, poput solitona, haosa, i singulariteta, skrivaju linearizacijom. Iz ovog sledi da se neki aspekti dinamičkog ponašanja nelinearnog sistema mogu činiti kontratuktivnim, nepredvidljivim ili čak haotičnim. Iako takvo haotično ponašanje može da liči na slučajno ponašanje, ono zapravo nije randomno. Na primer, neki aspekti vremenskih prilika izgledaju haotično, pri čemu jednostavne promene u jednom delu sistema proizvode složene efekte širom sistema. Ova nelinearnost je jedan od razloga zašto su precizne dugoročne metereološke prognoze nemoguće sa sadašnjom tehnologijom.
Neki autori koriste termin nelinearna nauka za izučavanje nelinearnih sistemsa. Drugi to osporavaju, poput Stanislava Ulama:
„Korištenje izraza kao što je nelinearna nauka slično je pozivanju na najveći deo zoologije kao na proučavanje neslonovskih životinja.”

## Definicija
U matematici, linearna mapa (ili linearna funkcija) {\displaystyle f(x)} je ona koja zadovoljava sledeća svojstva:
- Aditivnost ili princip superpozicije: {\displaystyle \textstyle f(x+y)=f(x)+f(y);}
- Homogenost: {\displaystyle \textstyle f(\alpha x)=\alpha f(x).}

Aditivnost podrazumeva homogenost za svako racionalno α, i, za neprekidne funkcije, za svako realno α. Za kompleksno α, homogenost ne sledi iz aditivnosti. Na primer, antilinearna mapa je aditivna, ali nije homogena. Uslovi aditivnosti i homogenosti se često kombinuju u principu superpozicije
{\displaystyle f(\alpha x+\beta y)=\alpha f(x)+\beta f(y)}
Jednačina napisana kao
{\displaystyle f(x)=C}
se naziva linearnom ako je {\displaystyle f(x)} linearna mapa (kao što je gore definisanao), a inače nonlinearna. Jednačina se naziva homogenom ako je {\displaystyle C=0}.
Definicija {\displaystyle f(x)=C} je veoma generalna u smislu da {\displaystyle x} može da bude bilo koji senzibilni matematički objekat (broj, vektor, funkcija, etc.), i funkcija {\displaystyle f(x)} može doslovno da bude bilo koje mapiranje, uključujući integraciju ili diferencijaciju sa asociranim ograničenjima (kao što su granične vrednosti). Ako {\displaystyle f(x)} sadrži diferencijaciju u odnosu na {\displaystyle x}, rezultat će biti diferencijalna jednačina.

## Nelinearne algebrske jednačine
Nelinearne algebarske jednačine, koje se takođe nazivaju polinomskim jednačinama, definisane su izjednačavanjem polinoma (stepena većeg od jedan) sa nulom. Na primer,
{\displaystyle x^{2}+x-1=0\,.}
Za pojedinačnu polinomsku jednačinu, algoritmi nalaženje korena se mogu koristiti za nalaženje rešenja jednačine (tj. skupa vrednosti promenljivih koje zadovoljavaju jednačinu). Međutim, sistemi algebarskih jednačina su komplikovaniji; njihovo proučavanje je jedna od motivacija polja algebarske geometrije, tegobne grane savremene matematike. Često je teško čak i da se odluči da li određeni algebrski sistem ima kompleksna rešenja (pogledajte teoremu nula). Ipak, u slučaju sistema sa ograničenim brojem složenih rešenja, ovi sistemi polinomnih jednačina su sada dobro izučeni i postoje efikasne metode za njihovo rešavanje.

## Literatura
- Diederich Hinrichsen; Anthony J. Pritchard (2005). Mathematical Systems Theory I - Modelling, State Space Analysis, Stability and Robustness. Springer Verlag. ISBN 9783540441250.
- Jordan, D. W.; Smith, P. (2007). Nonlinear Ordinary Differential Equations (fourth изд.). Oxford University Press. ISBN 978-0-19-920824-1.
- Khalil, Hassan K. (2001). Nonlinear Systems. Prentice Hall. ISBN 978-0-13-067389-3.
- Kreyszig, Erwin (1998). Advanced Engineering Mathematics. Wiley. ISBN 978-0-471-15496-9.
- Sontag, Eduardo (1998). Mathematical Control Theory: Deterministic Finite Dimensional Systems. Second Edition. Springer. ISBN 978-0-387-98489-6.
- Hazewinkel Michiel, ур. (2001). „Algebraic equation”. Encyclopaedia of Mathematics. Springer.  978-1556080104.
- Weisstein, Eric W. „Algebraic Equation”. MathWorld.
- Cox, David; John Little; Donal O'Shea (1997). Ideals, varieties, and algorithms : an introduction to computational algebraic geometry and commutative algebra (2nd изд.). New York: Springer. ISBN 978-0387946801.
- Sturmfels, Bernd (2002). Solving systems of polynomial equations. Providence, RI: American Mathematical Soc. ISBN 0821832514.
- Aubry, P.; Maza, M. Moreno (1999). „Triangular Sets for Solving Polynomial Systems: a Comparative Implementation of Four Methods”. J. Symb. Comput. 28 (1–2): 125—154. doi:10.1006/jsco.1999.0270.
- Dahan, Xavier; Moreno Maza, Marc; Schost, Eric; Wu, Wenyuan; Xie, Yuzhen (2005). „Lifting techniques for triangular decompositions” (PDF). Proceedings of ISAAC 2005. ACM Press. стр. 108—105. Архивирано из оригинала (PDF) 10. 08. 2017. г. Приступљено 15. 08. 2019.
- Rouillier, Fabrice (1999). „Solving Zero-Dimensional Systems Through the Rational Univariate Representation”. Appl. Algebra Eng. Commun. Comput. 9 (9): 433—461. doi:10.1007/s002000050114.
- Saugata Basu; Richard Pollack; Marie-Françoise Roy (2006). Algorithms in real algebraic geometry, chapter 12.4. Springer-Verlag. Архивирано из оригинала 16. 11. 2022. г. Приступљено 15. 08. 2019.
- Lazard, Daniel (2009). „Thirty years of Polynomial System Solving, and now?”. J. Symb. Comput. 44 (3): 2009. doi:10.1016/j.jsc.2008.03.004.
- Verschelde, Jan (1999). „Algorithm 795: PHCpack: A general-purpose solver for polynomial systems by homotopy continuation” (PDF). ACM Transactions on Mathematical Software. 25 (2): 251—276. doi:10.1145/317275.317286. Архивирано из оригинала (PDF) 30. 08. 2017. г. Приступљено 15. 08. 2019.
- Rouillier, F.; Zimmerman, P. (2004). „Efficient isolation of polynomial's real roots”. Journal of Computational and Applied Mathematics. 162 (1): 33—50. Bibcode:2004JCoAM.162...33R. doi:10.1016/j.cam.2003.08.015.
- Alligood, K.T.; Sauer, T.; Yorke, J.A. (1997). Chaos: an introduction to dynamical systems. Springer-Verlag. ISBN 978-0-387-94677-1.
- Baker, G. L. (1996). Chaos, Scattering and Statistical Mechanics. Cambridge University Press. ISBN 978-0-521-39511-3.
- Badii, R.; Politi A. (1997). Complexity: hierarchical structures and scaling in physics. Cambridge University Press. ISBN 978-0-521-66385-4.
- Bunde; Havlin, Shlomo, ур. (1996). Fractals and Disordered Systems. Springer. ISBN 978-3642848704. and Bunde; Havlin, Shlomo, ур. (1994). Fractals in Science. Springer. ISBN 978-3-540-56220-7.
- Collet, Pierre; Jean-Pierre Eckmann (1980). Iterated Maps on the Interval as Dynamical Systems. Birkhauser. ISBN 978-0-8176-4926-5.
- Devaney, Robert L. (2003). An Introduction to Chaotic Dynamical Systems (2nd изд.). Westview Press. ISBN 978-0-8133-4085-2.[мртва веза]
- Feldman, D. P. (2012). Chaos and Fractals: An Elementary Introduction. Oxford University Press. ISBN 978-0-19-956644-0. Архивирано из оригинала 31. 12. 2019. г. Приступљено 15. 08. 2019.
- Gollub, J. P.; Baker, G. L. (1996). Chaotic dynamics. Cambridge University Press. ISBN 978-0-521-47685-0.
- Guckenheimer, John; Holmes, Philip (1983). Nonlinear Oscillations, Dynamical Systems, and Bifurcations of Vector Fields. Springer-Verlag. ISBN 978-0-387-90819-9.
- Gulick, Denny (1992). Encounters with Chaos. McGraw-Hill. ISBN 978-0-07-025203-5.
- Gutzwiller, Martin (1990). Chaos in Classical and Quantum Mechanics. Springer-Verlag. ISBN 978-0-387-97173-5.
- Hoover, William Graham (2001). Time Reversibility, Computer Simulation, and Chaos. World Scientific. ISBN 978-981-02-4073-8. Непознати параметар |orig-date= игнорисан (помоћ)
- Kautz, Richard (2011). Chaos: The Science of Predictable Random Motion. Oxford University Press. ISBN 978-0-19-959458-0.
- Kiel, L. Douglas; Elliott, Euel W. (1997). Chaos Theory in the Social Sciences. Perseus Publishing. ISBN 978-0-472-08472-2.
- Moon, Francis (1990). Chaotic and Fractal Dynamics. Springer-Verlag. ISBN 978-0-471-54571-2.
- Ott, Edward (2002). Chaos in Dynamical Systems. Cambridge University Press. ISBN 978-0-521-01084-9.
- Strogatz, Steven (2000). Nonlinear Dynamics and Chaos. Perseus Publishing. ISBN 978-0-7382-0453-6.
- Sprott, Julien Clinton (2003). Chaos and Time-Series Analysis. Oxford University Press. ISBN 978-0-19-850840-3.
- Tél, Tamás; Gruiz, Márton (2006). Chaotic dynamics: An introduction based on classical mechanics. Cambridge University Press. ISBN 978-0-521-83912-9.
- Teschl, Gerald (2012). Ordinary Differential Equations and Dynamical Systems. Providence: American Mathematical Society. ISBN 978-0-8218-8328-0.
- Thompson JM, Stewart HB (2001). Nonlinear Dynamics And Chaos. John Wiley and Sons Ltd. ISBN 978-0-471-87645-8.
- Tufillaro; Reilly (1992). An experimental approach to nonlinear dynamics and chaos. American Journal of Physics. 61. Addison-Wesley. стр. 958. Bibcode:1993AmJPh..61..958T. ISBN 978-0-201-55441-0. doi:10.1119/1.17380.
- Wiggins, Stephen (2003). Introduction to Applied Dynamical Systems and Chaos. Springer. ISBN 978-0-387-00177-7.
- Zaslavsky, George M. (2005). Hamiltonian Chaos and Fractional Dynamics. Oxford University Press. ISBN 978-0-19-852604-9.
- Christophe Letellier, Chaos in Nature, World Scientific Publishing Company, 2012,  978-981-4374-42-2.
- Abraham, Ralph;  . (2000).  Abraham, Ralph H.; Ueda, Yoshisuke, ур. The Chaos Avant-Garde: Memoirs of the Early Days of Chaos Theory. World Scientific Series on Nonlinear Science Series A. 39. World Scientific. Bibcode:2000cagm.book.....A. ISBN 978-981-238-647-2. doi:10.1142/4510.
- Barnsley, Michael F. (2000). Fractals Everywhere. Morgan Kaufmann. ISBN 978-0-12-079069-2.
- Bird, Richard J. (2003). Chaos and Life: Complexity and Order in Evolution and Thought. Columbia University Press. ISBN 978-0-231-12662-5.
- John Briggs and David Peat, Turbulent Mirror: : An Illustrated Guide to Chaos Theory and the Science of Wholeness, Harper Perennial 1990, 224 pp.
- John Briggs and David Peat. Seven Life Lessons of Chaos: Spiritual Wisdom from the Science of Change., Harper Perennial 2000, 224 pp.
- Cunningham, Lawrence A. (1994). „From Random Walks to Chaotic Crashes: The Linear Genealogy of the Efficient Capital Market Hypothesis”. George Washington Law Review. 62: 546.
- Predrag Cvitanović, Universality in Chaos, Adam Hilger 1989, 648 pp.
- Leon Glass and Michael C. Mackey, From Clocks to Chaos: The Rhythms of Life, Princeton University Press 1988, 272 pp.
- James Gleick, Chaos: Making a New Science, New York: Penguin, 1988. 368 pp.
- John Gribbin (2005-01-27). Deep Simplicity. Penguin Press Science. Penguin Books. ISBN 978-0-14-100722-9.
- L Douglas Kiel, Euel W Elliott (ed.), Chaos Theory in the Social Sciences: Foundations and Applications, University of Michigan Press, 1997, 360 pp.
- Arvind Kumar (2003). Chaos, Fractals and Self-Organisation; New Perspectives on Complexity in Nature., National Book Trust,
- Hans Lauwerier (1991). Fractals. Princeton University Press.,
- Edward Lorenz, The Essence of Chaos, University of Washington Press, 1996.
- Alan Marshall (2002) The Unity of Nature: Wholeness and Disintegration in Ecology and Science, Imperial College Press: London
- David Peak and Michael Frame (1994). Chaos Under Control: The Art and Science of Complexity. Bibcode:1994cuca.book.....P., Freeman,
- Heinz-Otto Peitgen and Dietmar Saupe (Eds.), The Science of Fractal Images, Springer 1988, 312 pp.
- Clifford A. Pickover, Computers, Pattern, Chaos, and Beauty: Graphics from an Unseen World , St Martins Pr 1991.
- Clifford A. Pickover, Chaos in Wonderland:  Visual Adventures in a Fractal World, St Martins Pr 1994.
- Ilya Prigogine and Isabelle Stengers, Order Out of Chaos, Bantam 1984.
- Heinz-Otto Peitgen and P. H. Richter, The Beauty of Fractals : Images of Complex Dynamical Systems, Springer 1986, 211 pp.
- David Ruelle, Chance and Chaos, Princeton University Press 1993.
- Ivars Peterson, Newton's Clock: Chaos in the Solar System, Freeman, 1993.
- Ian Roulstone; John Norbury (2013). Invisible in the Storm: the role of mathematics in understanding weather. Princeton University Press. ISBN 978-0691152721.
- David Ruelle (1989). Chaotic Evolution and Strange Attractors. Cambridge University Press. ISBN 978-0-521-36272-6.,
- Manfred Schroeder (1991). Fractals, Chaos, and Power Laws., Freeman,
- Peter Smith (1998). Explaining Chaos. Cambridge University Press. Bibcode:1998exch.book.....S.,
- Ian Stewart, Does God Play Dice?: The Mathematics of Chaos , Blackwell Publishers, 1990.
- Steven Strogatz, Sync: The emerging science of spontaneous order, Hyperion, 2003.
- Yoshisuke Ueda (1993). The Road To Chaos., Aerial Pr,
- M. Mitchell Waldrop, Complexity : The Emerging Science at the Edge of Order and Chaos, Simon & Schuster, 1992.
- Antonio Sawaya (2012). Financial Time Series Analysis : Chaos and Neurodynamics Approach., Lambert,